# Daniel Giraud Elliot
Daniel Giraud Elliot (New York, 7 maart 1835 - aldaar, 22 december 1915) was een Amerikaanse ornitholoog.

## Biografie
Daniel Elliot was een van de oprichters van het American Museum of Natural History in New York en teven de oprichter van de American Ornithologists’ Union. Hij werkte als conservator van de zoölogische collectie van het Field Museum of Natural History in Chicago. 
Elliot spendeerde zijn vermogen aan het publiceren van kostbare uitgaven over vogels en zoogdieren, in kleurendruk uitgevoerd, waarin hij de teksten verzorgde. Voor de platen gaf hij bekende kunstschilders, gespecialiseerd in het afbeelden van dieren, de opdracht waaronder Joseph Wolf, John Gerrard Keulemans en Joseph Smit. Zo kwamen de volgende werken tot stand: A Monograph of the Phasianidae (fazantachtigen) (1870–1872), A Monograph of the Paradiseidae or Birds of Paradise (paradijsvogels) (1873), A Monograph of the Felidae or Family of Cats (katachtigen) (1878) en Review of the Primates (primaten) (1913).
Naar hem is een belangrijke wetenschappelijke onderscheiding genoemd, de Daniel Giraud Elliot medal, die om de drie tot vijf jaar door de National Academy of Sciences wordt verleend voor werk op het gebied van de dierkunde of de paleontologie.

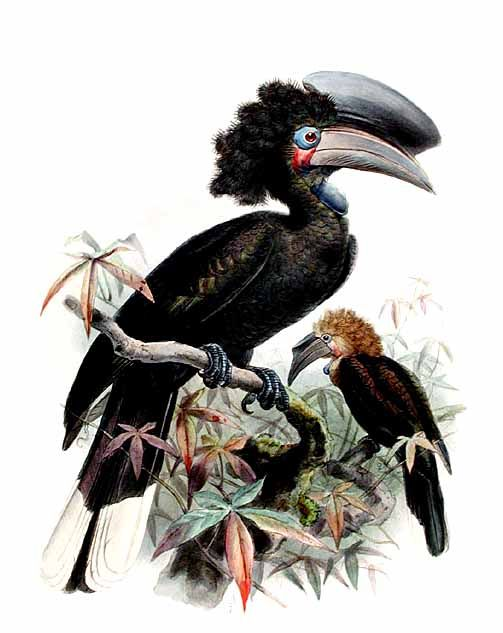
Blauwkeelneushoornvogel getekend door Elliot

Hij beschreef zestien nieuwe vogelsoorten waaronder de dikbekmiervogel (Clytoctantes alixii).
- Bibsys: 2021014
- Bibliothèque nationale de France: cb12954822h (data)
- Stuttgart Database of Scientific Illustrators 1450–1950: 5363
- Gemeinsame Normdatei: 117499889
- International Standard Name Identifier: 0000 0000 8076 502X
- Library of Congress Control Number: n79117154
- Nationale Bibliotheek van Tsjechië: jo2005314378
- Nationale bibliotheek van Australië: 35826083
- Nationale Bibliotheek van Israël: 987007458520605171
- Nederlandse Thesaurus van Auteursnamen: 069292027
- Istituto Centrale per il Catalogo Unico: GEAV002879
- SNAC: w66t0p1p
- Système universitaire de documentation: 057035849
- Trove: 1105067
- Union List of Artist Names: 500017599
- Virtual International Authority File: 18001598
- WorldCat: E39PBJcWvdpbpJw9b6kcF8Rh73